# Хашим Шах
Хашим Шах (*1735 —1843) — пенджабський поет часів володарювання магараджи Ранджит Сінґха.

## Життєпис
Походив з родини лікарів та суфіїв. Замолоду деякий час займався лікарською практикою, згодом теслярством. Здобув поверхневу освіту. Стає прихильником суфізму, наслідуючи в цьому батькові й діду. Згодом став складати вірші мовою пенджабі. Був запрошений до двору магараджи Ранджит Сінґха, ставши придворним поетом останнього. Наприкінці деякий час подорожував Пенджабом. під час однієї з подорожей Хашим Шах помер у 1843 році.

## Творчість
Він уславився ліричної поемою «Сассі і Пунну» про трагічну любов князівській дочці Сассі і царевича Пунну. Хашим зумів витримати міру у виборі образотворчих засобів, він уникав зайвої украшенности вірша, відмовляючись від звичного нагнітання алітерацій, асонансів та інших формальних прийомів. На відміну від багатьох своїх попередників Хашим зосереджує увагу на переживаннях героїв, а не на зовнішніх перипетіях сюжету. Ця поема увійшла до збірки Хашим Шаха «Кисси Кав», до якої також увійшли «Сохні і Магівал», «Ширі та Фархад».
Окрім цього у доробку Хашима є цикл суфійських, містичних віршів.